# ステッキガール
ステッキガール（和製英語：stick girl）は、昭和初年に大宅壮一が造語した表現で、男性の散歩に同行する女性を揶揄したもの。特に、対価を受け取ってステッキ代りのように男性に同伴したり、話し相手をする者を「モダン職業ガール」の一つとしてこう称したが、そのような職業が実在したか否かは当時から議論があった。
大宅壮一は、小説家菊池寛の個人秘書で、愛人とも噂された佐藤碧子をステッキガールと揶揄したとされる。
1929年には、清水宏監督のコメディ映画『ステッキガール』が松竹蒲田から公開された。
1929年の『読売新聞』の報じるところによれば、ステッキガールは銀座を中心に現れ、1時間1円ほどで「ステツキになつて歩いた挙句に相手次第で風紀を紊すと云う段取り」であったとされた。しかし、1930年の同紙の記事では、その実在の有無が「いまだに有閑人種の疑問になつてゐる」とした上で、記者の遭遇記を綴っているものもあるが、「瓢箪から駒の如く、文壇人の想像からペーブメントに生落とされたステッキガールの噂もうすれ...」と、もはや流行ではなくなったことが示唆されている。
第二次世界大戦後も、同様の形態のコンパニオンや、事実上の街娼などを指してステッキガールと表現する例は散見された。例えば、売春防止法施行前後の浜松市には、ステッキガールと称される女性たちが数多くおり、「登録業者は80軒くらいあって、350人くらいの女性がいた」とも、「当時市内には六十九のステッキガールクラブがあり、浜松市福祉事務所の調べでは約七百人、警察署の防犯係では約二千人のステッキガールが"営業"していると推定していた。」とも伝えられている。